# Tannadice Park
Der Tannadice Park (offiziell durch Sponsoringvertrag CalForth Construction Arena at Tannadice Park) ist ein Fußballstadion in der viertgrößten schottischen Stadt Dundee. Die 14.209 Zuschauer fassende Spielstätte liegt an der Tannadice Street, die der Anlage den Namen verleiht. Es ist seit 1909 das Heimspielstätte des Fußballvereins Dundee United. Das Stadion des Stadtrivalen FC Dundee, der Dens Park, liegt nur rund 300 Meter vom Tannadice Park entfernt.

## Geschichte
Das Gebiet des heutigen Stadions wurde bereits Ende der 1870er von dem Fußballverein East End F.C., der später ein Gründungsmitglied von Dundee FC wurde, unter dem Namen Clepington Park genutzt. Nach der Gründung von Dundee United wurde an diesem Ort ein neues Stadion errichtet und im Jahr 1909 in Betrieb genommen. Das erste Spiel von Dundee United im Tannadice Park fand am 18. August 1909 gegen Hibernian Edinburgh statt. Die 7.000 Zuschauer sahen ein 1:1-Unentschieden. Eine umfangreiche Renovierung erfuhr das Stadion zwischen den Jahren 1992 bis 1997.
Im Juni 2024 schloss Dundee United mit dem Bauunternehmen CalForth Construction aus Kirkcaldy einen Sponsoringvertrag über den Stadionnamen bis zum Sommer 2026 ab. Die Heimat des Clubs wird bis dahin den Namen CalForth Construction Arena at Tannadice Park tragen.

## Besucherrekord und Zuschauerschnitt
Der Besucherrekord stammt aus der zweiten Runde des Messestädte-Pokal 1966/67. Im Tannadice Park versammelten sich am 16. November 1966 zum Spiel gegen den CF Barcelona 28.000 Zuschauer.
- 2011/12: 7.481 (Scottish Premier League)
- 2012/13: 7.547 (Scottish Premier League)
- 2013/14: 7.599 (Scottish Premiership)
- 2014/15: 9.351 (Scottish Premiership)
- 2015/16: 8.220 (Scottish Premiership)
- 2016/17: 6.584 (Scottish Championship)
- 2017/18: 5.505 (Scottish Championship)
- 2018/19: 5.079 (Scottish Championship)
- 2019/20: 8.496 (Scottish Championship)

## Tribünen
- Jerry Kerr Stand: Haupttribüne, Süd
- George Fox Stand: Gegentribüne, Nord
- Eddie Thompson Stand: Hintertortribüne, Ost
- West Stand (The Shed): Hintertortribüne, West

## Galerie

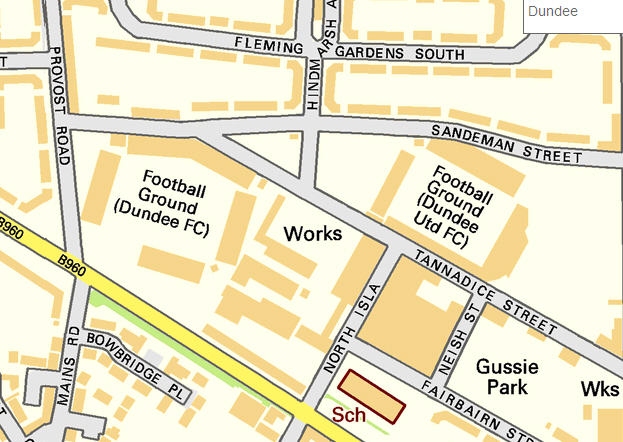
Lageplan des Tannadice Park (rechts) und des Dens Park (links)
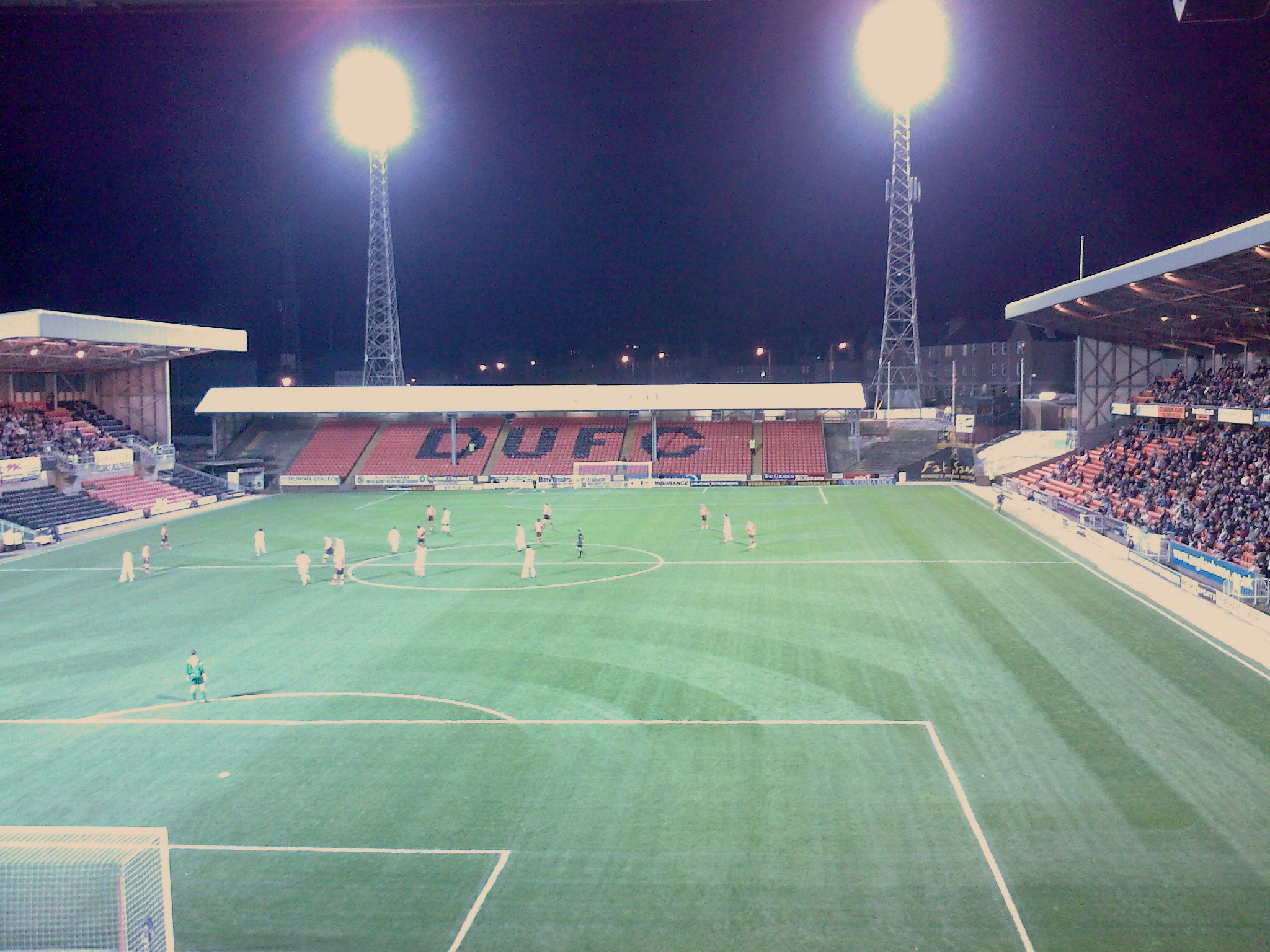
Der Tannadice Park 2007